# Perruche élégante
Neophema elegans
Espèce
Statut de conservation UICN

 LC  : Préoccupation mineure
Statut CITES
La Perruche élégante (Neophema elegans) est une des six espèces du genre Neophema appartenant à la famille des Psittacidae.

## Description
Cet oiseau mesure environ 23 cm de longueur. Son plumage possède une couleur de base vert olive en particulier au niveau du dos. Les rémiges bordées de bleu sont noires chez le mâle et marron chez la femelle. Le front est marqué d'une bande bleue. Un petit triangle jaune orangé se trouve entre le bec et les yeux. Le ventre est jaune verdâtre. Il est marqué de quelques plumes orange chez le mâle. Le bec est noir.
La femelle présente une coloration générale un peu moins vive que le mâle. Cette différence se remarque dès la sortie du nid. A six mois, le jeune a achevé sa première mue et ressemble à l'adulte.

## Répartition
Cet oiseau vit en Australie dans le sud de la Nouvelle-Galles du Sud, dans l'ouest du Victoria, en Australie-Méridionale, dans le sud-ouest de l'Australie-Occidentale et sur l'Île Kangourou.

## Habitat
Elle fréquente les forêts clairsemées, prairies et zones humides.

## Comportement
Cet oiseau migrateur vit en couples ou en petits groupes.

## Alimentation
Cet oiseau se nourrit de graines, principalement celles de graminées.

## Sous-espèces
Considérée comme une espèce monotypique par certains auteurs, la liste d'Alan P. Peterson la subdivise en 2 sous-espèces :
- Neophema elegans carteri (Mathews, 1912) ;
- Neophema elegans elegans (Gould, 1837).